# 松平忠告
松平 忠告（まつだいら ただつぐ）は、江戸時代中期から後期にかけての大名。摂津国尼崎藩第3代藩主。桜井松平家12代当主。俳人としても知られ、俳号として一桜井（いちおうせい）・亀文（きぶん）を称している。

## 生涯
寛保2年（1742年）5月26日、尼崎藩2代藩主・松平忠名の三男として生まれる。長兄は早世しており、次兄は庶出であった（のちに養子に出され、近江国水口藩主加藤明堯となる）。
宝暦元年（1751年）4月19日、忠告が嫡子と定められた。宝暦7年（1757年）4月1日に16歳で将軍徳川家重に御目見し、同年12月18日に従五位下大膳亮に任官した。
明和3年（1766年）12月に父が死去し、明和4年（1767年）2月20日に相続が認められた。翌21日、桜井松平家当主が称する遠江守に遷る。同年6月22日、領国入りのための暇を賜う。
明和6年（1769年）2月13日、摂津国武庫郡・菟原郡・八部郡にまたがる知行地（武庫郡今津村から八部郡兵庫津までの浜手24か村）が幕府に召し上げられ、赤穂郡・多可郡・宍粟郡内に替地が与えられた。召し上げられた沿岸地域には、のちに灘五郷と呼ばれる地域が含まれている。当時酒造業が盛んになりつつあり、活況を呈していた当地の状況を、長崎と江戸とを往来していた長崎奉行石谷清昌が見て、老中に進言したのが収公のきっかけという。
文化2年（1805年）12月10日、江戸において死去した。享年64。跡を次男・忠宝が継いだ。

## 俳人として

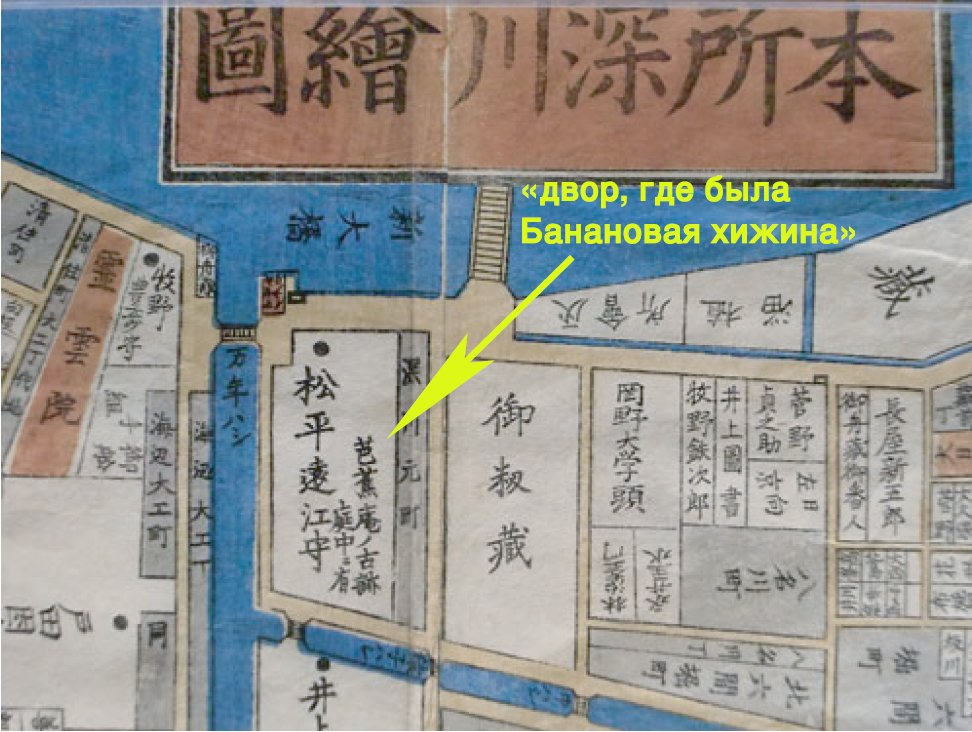
1858年の『江戸深川絵図』。「松平遠江守」下屋敷の庭に芭蕉庵の古跡があると記す。

忠告は俳諧の道に進み、談林派七世谷素外に師事して俳名を亀文、または一桜井と号した。なお、同時代に「亀文」と号して活動した俳人の曲直庵亀文は別人である。句集に『一桜井発句集』がある。この句集は、同様に俳人としても活動した子の忠宝によって文政5年（1822年）に完成したものである。
寛政11年（1799年）には大坂天満宮に談林派の祖西山宗因の句碑を建設している。
江戸・深川の尼崎藩下屋敷は、元禄11年（1697年）に当時飯山藩主であった松平忠喬の屋敷となって以来桜井松平家が所有していたが、その敷地はかつて松尾芭蕉が住した芭蕉庵（深川元番所の「第二次深川芭蕉庵」）の跡地であった。18世紀後半頃から、「古池や蛙飛びこむ水の音」が芭蕉の代表句とみなされるようになると、古池を訪ねて下屋敷を訪れる客もあったようである。忠告は「古池」を整備するとともに、下屋敷に芭蕉庵と古池を記念する碑を建てたとされる（ただし碑は現存しない。碑を建てたのは忠宝という説もある）。芭蕉が句に詠んだ「古池」については現在に至るまで諸説あるが、忠告による顕彰によって、芭蕉庵跡にある尼崎藩下屋敷の古池という説が人口に膾炙することとなった。

## 系譜
忠告は『寛政重修諸家譜』編纂時の当主である。忠告には正室・側室あわせて22人の子があった。
- 父：松平忠名（1714-1767）
- 母：宗義誠の娘
- 正室：吉 - 松平光雄の娘
  - 次男：松平忠宝[1]（1770-1829） - 尼崎藩第4代藩主
- 継室：松平忠恕娘
- 側室：万木氏
- 側室：田中氏
- 側室：澤田寿女（瓊珠院）[9]
  - 八男：松平忠栄[9]（1805-1869） - 尼崎藩第6代藩主
- 生母不明の子女
  - 三男：菅沼定賢[注釈 5] - 菅沼定前養子[1]
  - 四男：松平忠得[注釈 6]
  - 五男：松平忠進[注釈 7]
  - 六男：平岡頼暢
  - 女子：相馬祥胤正室[注釈 8]
  - 女子：峻章院 - 松平信彰正室、のち米倉昌俊正室[注釈 9]
  - 女子：加藤明允正室
  - 女子：本多忠升正室
  - 女子：於鏡の方 - 松廉院、土井利厚の養女、土井利位正室

『寛政重修諸家譜』では、上記のほかに長男（早世）戌千代・長女・三女・四女・六男外見松の母を正室松平氏とし、六女の母を田中氏とする。